# 鰺ケ沢駅
鰺ケ沢駅（あじがさわえき）は、青森県西津軽郡鰺ヶ沢町大字舞戸町（まいとまち）字下富田にある、東日本旅客鉄道（JR東日本）五能線の駅である。
鰺ヶ沢町の中心部に近く、臨時快速「リゾートしらかみ」も停車する。

## 歴史
- 1925年（大正14年）5月15日：開業[2][3]。
- 1939年（昭和14年）2月1日：電報の取り扱いを開始[4]。
- 1963年（昭和38年）10月31日：電報の取り扱いを廃止[5]。
- 1965年（昭和40年）8月18日：跨線橋が竣工[6]
- 1983年（昭和58年）3月2日：貨物の取り扱いを廃止[3]。
- 1985年（昭和60年）3月14日：荷物の扱いを廃止[3]。
- 1987年（昭和62年）4月1日：国鉄分割民営化により、JR東日本の駅となる[3]。
- 1991年（平成3年）2月8日：駅舎を改装[7]。
- 2003年（平成15年）4月1日：業務委託化（弘前ステーションビル）。鰺ケ沢駅長が廃止され、五所川原駅長管理下となる。同時に当直勤務廃止。
- 2011年（平成23年）4月1日：委託先が弘前ステーションビルからジェイアールアトリスに変更される。
- 2015年（平成27年）7月1日：受託子会社がジェイアールアトリスからJR東日本東北総合サービスに変更される。
- 2024年（令和6年）10月1日：えきねっとQチケのサービスを開始[1][報道 1]。

## 駅構造

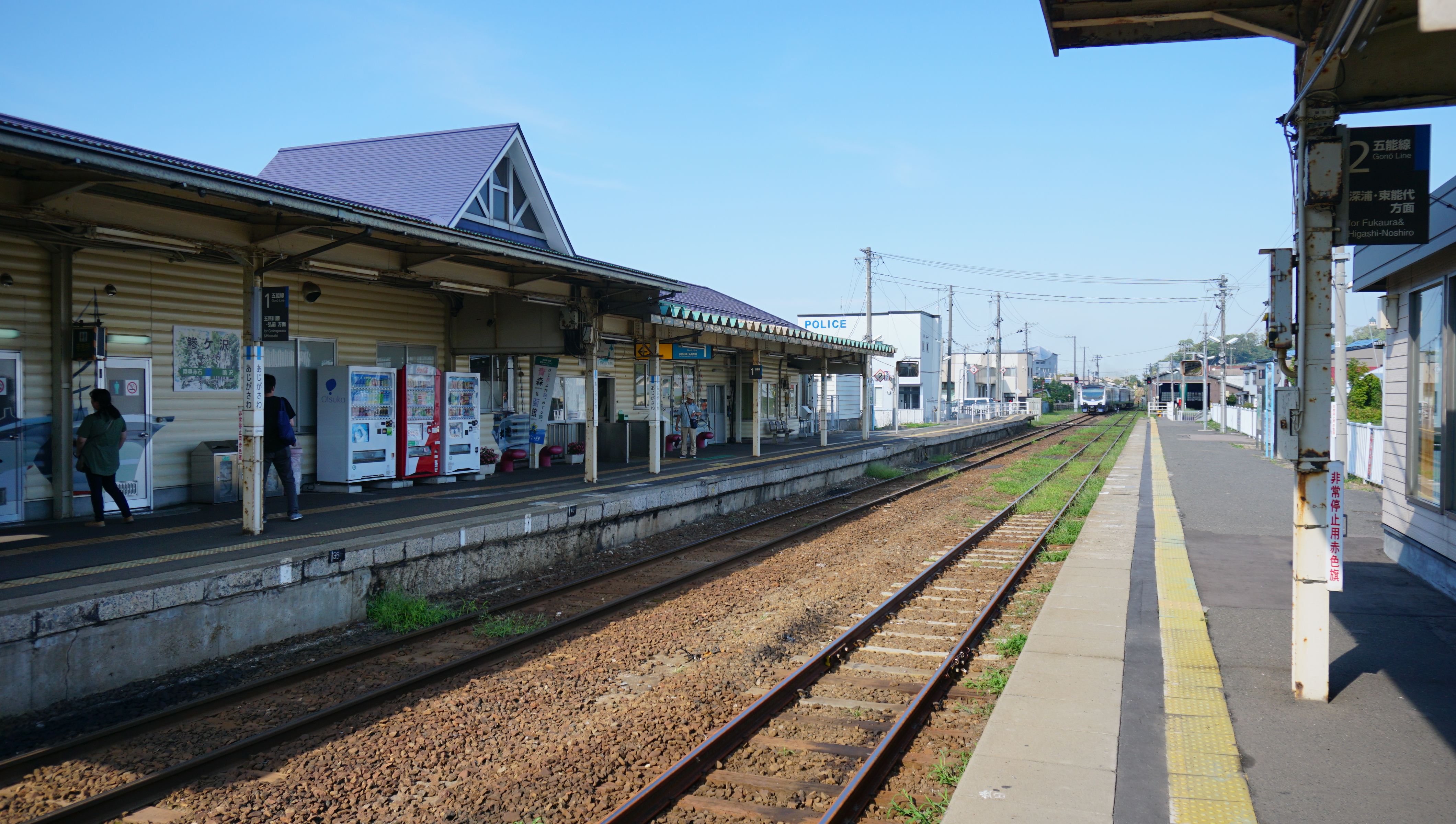
駅構内（2019年9月）

相対式ホーム2面2線を有する地上駅である。互いのホームは跨線橋で連絡している。
弘前統括センター（五所川原駅）管理し、JR東日本東北総合サービスが駅業務を受託する業務委託駅である。早朝・夜間は駅員が不在となるが、冬期間のみ除雪要員として五所川原駅社員が1人配置される。駅舎にはみどりの窓口と自動券売機がある。
構内に車庫があり、翌朝の始発列車が留置される（冬期間は留置するスペースの関係により、弘前まで回送される列車がある）。また、乗務員休憩所も併設されている。列車の入れ換えが行われる際の信号扱いは、弘前統括センターの車掌が行う（五所川原駅社員の場合もあり）。

### のりば
| 番線 | 路線    | 方向 | 行先               | 備考            |
| ---- | ------- | ---- | ------------------ | --------------- |
| 1    | ■五能線 | 下り | 五所川原・弘前方面 | 一部列車は2番線 |
| 2    | ■五能線 | 上り | 深浦・東能代方面   |                 |

## 利用状況
JR東日本によると、2023年度（令和5年度）の1日平均乗車人員は191人である。
2000年度（平成12年度）以降の推移は以下のとおりである。
| 1日平均乗車人員推移 | 1日平均乗車人員推移 | 1日平均乗車人員推移 | 1日平均乗車人員推移 | 1日平均乗車人員推移 |
| 年度                | 定期外              | 定期                | 合計                | 出典                |
| ------------------- | ------------------- | ------------------- | ------------------- | ------------------- |
| 2000年（平成12年）  |                     |                     | 456                 | [ 利用客数 2 ]      |
| 2001年（平成13年）  |                     |                     | 409                 | [ 利用客数 3 ]      |
| 2002年（平成14年）  |                     |                     | 366                 | [ 利用客数 4 ]      |
| 2003年（平成15年）  |                     |                     | 331                 | [ 利用客数 5 ]      |
| 2004年（平成16年）  |                     |                     | 296                 | [ 利用客数 6 ]      |
| 2005年（平成17年）  |                     |                     | 328                 | [ 利用客数 7 ]      |
| 2006年（平成18年）  |                     |                     | 327                 | [ 利用客数 8 ]      |
| 2007年（平成19年）  |                     |                     | 341                 | [ 利用客数 9 ]      |
| 2008年（平成20年）  |                     |                     | 298                 | [ 利用客数 10 ]     |
| 2009年（平成21年）  |                     |                     | 312                 | [ 利用客数 11 ]     |
| 2010年（平成22年）  |                     |                     | 305                 | [ 利用客数 12 ]     |
| 2011年（平成23年）  |                     |                     | 324                 | [ 利用客数 13 ]     |
| 2012年（平成24年）  | 136                 | 166                 | 303                 | [ 利用客数 14 ]     |
| 2013年（平成25年）  | 150                 | 151                 | 302                 | [ 利用客数 15 ]     |
| 2014年（平成26年）  | 179                 | 134                 | 314                 | [ 利用客数 16 ]     |
| 2015年（平成27年）  | 187                 | 116                 | 304                 | [ 利用客数 17 ]     |
| 2016年（平成28年）  | 198                 | 119                 | 317                 | [ 利用客数 18 ]     |
| 2017年（平成29年）  | 186                 | 109                 | 295                 | [ 利用客数 19 ]     |
| 2018年（平成30年）  | 168                 | 120                 | 288                 | [ 利用客数 20 ]     |
| 2019年（令和元年）  | 155                 | 99                  | 254                 | [ 利用客数 21 ]     |
| 2020年（令和02年）  | 78                  | 91                  | 169                 | [ 利用客数 22 ]     |
| 2021年（令和03年）  | 75                  | 88                  | 164                 | [ 利用客数 23 ]     |
| 2022年（令和04年）  | 66                  | 94                  | 160                 | [ 利用客数 24 ]     |
| 2023年（令和05年）  | 101                 | 90                  | 191                 | [ 利用客数 1 ]      |

## 駅周辺
- 青い森信用金庫 鰺ケ沢支店
- 青森県道263号鰺ケ沢停車場線
  - 青森県道3号弘前岳鰺ケ沢線
  - 国道101号
- 鰺ヶ沢温泉 山海荘
- 鰺ヶ沢温泉 水軍の宿
- 鰺ヶ沢観光タクシー
- 鰺ケ沢警察署 舞戸駐在所
- 鰺ヶ沢町立舞戸小学校
- 尾野旅館
- 西海観光（観光バス・タクシー・旅行会社）
- つがる西北五広域連合 鰺ヶ沢病院
- つがるにしきた農業協同組合 つがる白神支店
- はまなす公園（鰺ヶ沢海水浴場）
- パル（ショッピングセンター）
- 舞戸公民館
- 舞戸保育所
- 舞戸郵便局
- マックスバリュ鯵ヶ沢店（マックスバリュ東北運営のスーパーマーケット）

### 当駅から接続する観光地
- 長平青少年旅行村
- ナクア白神ホテル&リゾート（旧・鰺ヶ沢プリンスホテル、鰺ヶ沢スキー場）

## 弘南バス鰺ヶ沢駅前案内所
駅舎の一角に弘南バスの出札窓口があったが、2018年（平成30年）5月18日をもって閉鎖された。閉鎖以降、高速バス乗車券などは、鰺ヶ沢営業所で扱う。

### 停車路線
- 弘前バスターミナル・聖愛高校線
- 五所川原営業所線
- 深浦線

1・2番のりばがあり、停車路線の指定は特にないが、おおむね2番のりばへ停車する。

### 窓口取り扱い乗車券類
- 定期券
- 回数券
- 往復乗車券
- 津軽浪漫フリーパス
- ワンバケーションパス
- ファイブバケーションパス
- 「ノクターン号」・「キャッスル号」乗車券（電話予約受付後の発券のみ取り扱い）

## 観光駅長「わさお」
“ブサかわ犬”としてアルファブロガーによりネット上で紹介されたところからテレビや写真集などでも注目を集め、2011年（平成23年）には映画作品にも主役として登場するまでに至った秋田犬「わさお」が、その主役登場を果たした映画作品『わさお』全国公開の1か月余り後にあたる2011年（平成23年）4月20日に、当駅の観光駅長として委嘱された。
当初の任期は1年で、初仕事として、折しも2011年（平成23年）に東北地方を中心に見舞われた東日本大震災の影響で運休していたものの、委嘱を受けてから3日後に運転再開された『リゾートしらかみ』の出迎えなどを務めていた。
当初の任期が満了となった後も「わさお」は1年毎に当駅の観光駅長として再委嘱されてきており、2015年（平成27年）4月19日に再委嘱された際には、日本テレビ （県内では青森放送）の『天才!志村どうぶつ園』に於いてその模様などが紹介された。
わさおは2014年（平成26年）に妻として秋田犬の「つばき」を迎え入れており、2019年度（令和元年度）まで副駅長に委嘱されていた。つばきは2019年（令和元年）5月に亡くなっている。
また、2016年（平成28年）にわさおのファミリーに娘として加わった「ちょめ」も、見習いを経て、2019年度（令和元年度）から営業主任に委嘱されている。
2020年（令和2年）4月より、わさおは足腰が弱くなって立ち上がることができない状態が続き、同年6月8日17時54分に、多臓器不全のため亡くなった。わさおの死去後、2020年（令和2年）6月8日 - 8月31日まで、当駅の待合室で追悼記念パネル展が実施された。

## 隣の駅
東日本旅客鉄道（JR東日本）
■五能線
- 臨時快速「リゾートしらかみ」停車駅

□快速
北金ケ沢駅 ← 鰺ケ沢駅 ← 鳴沢駅
■普通
陸奥赤石駅 - 鰺ケ沢駅 - 鳴沢駅

### 記事本文